# 國際海事局
國際海事局（英語：International Maritime Bureau，IMB）是非營利性的國際商會於1981年應聯合國國際海事組織11月20日通過的A 504 (XII)、(5)和(9)號決議認可與支持所建立的防制商業犯罪的部門，專責打擊與海上國際貿易和運輸有關的犯罪，特別针对海盜和商業詐欺行為，以及保護遠洋船舶的船員。
該局具有國際刑警組織觀察員地位，並與世界海關組織簽訂諒解備忘錄。

## 職能
該局與同會的仿冒情報局、金融調查局和 FraudNet（全球詐欺和資產追討律師網路）合作打擊犯罪。
該局為貿易融資文件提供認證服務、調查和報告，特別是貨物盜竊、船舶偏離航線、以及跟單信用狀、租船合約與船舶融資等詐欺，並提供船舶和港口安全各方面的諮詢服務；此外亦定期公開舉辦廣泛的綱要教學課程和培訓系列。
該局每週定期發布海事與海盜活動報告，自1992年以來，一直在馬來西亞吉隆坡運作全天候的海盜監控中心。

## 活動
2014年1月15日，局長Pottengal Mukundan宣布：全球海盜攻擊事件正在減少，特別是在索馬利亞海域的活動明顯減少。
2018年1月11日，國際海事局發表年度報告：2017年的全球海盜攻擊案有180件，是自1995年起20多年來最低，唯在部分地區突增並有扣留人質勒贖情事，如菲律賓南部、孟加拉。
2024年4月1日，局長Michael Howlett發布第一季報告強調索馬利亞海盜搶劫與扣留人質事件死灰復燃的持續威脅，並讚揚印度海軍與塞舌尔海岸警衛隊營救多艘貨船與漁船船員、逮捕數十名海盜的多項成功行動。